# 达沃利
达沃利（義大利語：Davoli），是意大利卡坦扎罗省的一个市镇。总面积25.7平方公里，人口5453人，人口密度212.2人/平方公里（2009年）。ISTAT代码为079042。